# Bryobia calida
Bryobia calida är en spindeldjursart som beskrevs av Wolfgang Karg 1985. Bryobia calida ingår i släktet Bryobia och familjen Tetranychidae. Inga underarter finns listade.